# Seznam slovenskih partizanskih divizij
Seznam slovenskih partizanskih divizij: med njimi je tudi italijanska, ki je delovala v Sloveniji.

## Seznam
- 14. divizija NOVJ
- 15. divizija NOVJ
- 18. divizija NOVJ
- 30. divizija NOVJ
- 31. divizija NOVJ
- Tržaška divizija
- 1. divizija »Garibaldi Natisone«